# 高出力レーザシステム
高出力レーザシステム（こうしゅつりょくレーザーシステム）は、日本の防衛装備庁（旧・防衛省技術研究本部）が研究開発を進めているレーザー兵器。陸上車両や海上艦艇に搭載し、迫撃砲弾や無人航空機、ミサイルなどを無力化破壊することが目指されている。

## 概要
迫撃砲弾等の従来脅威に加え、小型無人機のような低コストでありながら効果の高い脅威が大量に投入される戦況が予想される。防衛装備庁では、迫撃砲弾や小型無人機に対処可能な、費用対効果に優れた高出カレーザ技術を確立するとともに、将来的にはミサイルにも対処可能なレーザシステムを実現するために必要な技術課題の抽出を目的に研究試作が実施されている。
電気駆動型高出力レーザシステムの研究試作を実施し、出力100kM級を達成したほか、野外試験にて、地上固定状態の81mm迫撃砲弾の破壊に成功している。将来的にはミサイル対処用、迫撃砲弾・小型無人機対処用、小型無人機対処用の3つのレーザ装置の装備化が目指されている。搭載するプラットフォームとして陸上自衛隊の車両のほか、海上自衛隊の護衛艦も想定されている。

## 開発経緯
技術研究本部における破壊用レーザー兵器の研究は、1975年（昭和50年）から1976年（昭和51年）にかけて研究試作が行われた、最大出力10 kWのガスダイナミックレーザーである「励起実験装置（熱方式）」と最大出力215 WのHFレーザー「励起実験装置（化学方式）」に始まり、1989年（平成1年）から1990年（平成2年）にかけて研究試作が行われた、最大出力10 kWの放電励起CO2レーザーを使用する「高出力レーザ集光実験装置」などが存在したが、ステルス機や高速化・低高度飛翔化などが進んだミサイルが登場したことによって、より短時間で目標に対処可能な防空システムとして、改めて高出力レーザーの研究が行われることになった。

### 防空用高出力レーザに関する研究
2010年（平成22年）から「防空用高出力レーザに関する研究」が実施され、2012年（平成24年）に基礎設計が完了。2013年（平成25年）から2015年（平成27年）にかけて技術研究本部および防衛装備庁内での所内試験が行われた。
これによって研究試作されたのはカセグレン集光装置を用いた化学励起ヨウ素レーザー兵器であり、プロトタイプシステムは2台のトレーラーと複数の外部装置から構成される。トレーラーのうち1台には本体およびビーム指向装置、増幅部、赤外線カメラによる追尾照準装置の計測部が、もう1台には気体燃料供給部と吸着排気部が納められており、そのほかレーザ補機部、高出力レーザ発生モジュールおよび発生装置、ビーム指向装置、追尾照準装置の制御部計4基、射撃管制装置が試験装置とともに外部に配置される。これによる迎撃の流れは、ミサイルなどの高速目標を赤外線カメラによって追跡した後に目標に向かってレーザーを集光させるというプロセスを、目標の撃破に至るまで繰り返すというものである。プロトタイプの製造は川崎重工業によって行われた。
2023年現在、高出力レーザシステムの研究の成果を活用した以下2つの研究試作が実施されている。

### 指向性エネルギーシステムに関する研究
電気駆動型のレーザを採用し、将来のミサイル対処用レーザシステム実現へ向けた拡張性を確認するとともに、 小型無人機・迫撃砲弾に対する破壊効果検証を目的とする研究。
2018（平成30）年度から2024（令和6）年度まで研究試作を、2024（令和6）年度から2025（令和7）年度まで試験を実施予定である。2019年3月、防衛装備庁は「電気駆動型高出力レーザシステムの研究試作」を川崎重工業と契約。 国産ファイバーレーザを用いた、電気駆動型高出力レーザシステムの研究試作を実施し、出力100kM級を達成。2023年2月、野外試験にて地上固定状態の81mm迫撃砲弾の破壊に成功した。

### 車両搭載型レーザー装置の研究
陸自現有車両に搭載するレーザ装置（10kW級）を試作し、近年脅威が増大している複数の連携する小型UAVを用いた攻撃等への対処を可能とする技術を確立することを目的とする研究。 
2021（令和3）年度から2023（令和5）年度まで研究試作を、2023（令和5）年度から2024（令和6）年度まで所内試験を実施する予定である。2021年11月、防衛装備庁は三菱重工業と 「車両搭載高出力レーザ実証装置の研究試作」を契約。2023年3月に開催された防衛装備品見本市では三菱重工業によりレーザ装置の実物や10kWの出力で1.2キロ先のドローンの撃墜に成功した映像が公開された。